# Nueva Vizcaya
Koordinaten: 16° 30′ N, 121° 12′ O
Nueva Vizcaya ist eine Provinz der Philippinen in der Region Cagayan Valley auf der Hauptinsel Luzon. Die Hauptstadt der Provinz ist Bayombong. Die Provinz grenzt von Norden im Uhrzeigersinn an folgende Provinzen: Ifugao, Isabela, Quirino, Aurora, Nueva Ecija, Pangasinan und Benguet. In der 3975,67 km² großen Provinz leben 452.287 Menschen (Zensus 1. August 2015). In der Provinz werden die Sprachen Ilokano, Tagalog und Gaddang gesprochen. In dem Gebiet gibt es viel Wald, Acker- und Grasland, wodurch es sich für die landwirtschaftliche Nutzung gut eignet. Weiter besitzt das Gebiet Vorkommen an Kupfer und Gold sowie Lehm, Kalk und Kies. Die Topographie der Provinz wird von den Caraballo-Bergen dominiert, die im Nordwesten in die Cordillera Central übergehen.
Die derzeitige Gouverneurin der Provinz ist seit 2004 Luisa Lloren-Cuaresma.

## Geschichte
Seit Nueva Vizcaya eine Provinz ist, spiegeln sich die Kultur und die Sitten der frühen Siedler immer wider in der Geschichte. Zu den ersten Siedlern gehörten die Ilongot, die Igorot, die Ifugaos, die Isinay und die Gaddang. Die Einwanderung weitere Völker aus den benachbarten Gebieten führte zu einer stärkeren Bevölkerungsdichte, welche sich in verschiedene Kulturen unterteilte.
1607 kamen Dominikaner nach Nueva Vizcaya um die Bevölkerung im Hinterland zu missionieren. 1702 wurde ein Kloster in Santa Clara, einem heutigen Barangay (Ortsteil) der Stadtgemeinde Aritao errichtet.
Ausgehend durch die formelle Bildung der Provinz Isabela im Mai 1856 entstand das heutige Gebiet von Nueva Vizcaya, wobei aber später einige Änderungen erfolgten. Ein großer Teil des Nordens wurde den derzeitigen nördlich gelegenen Provinzen überlassen. 1908 wurden weitere Teile im Nordwesten an die Provinz Ifugao abgetreten. 1971 musste die Provinz auch noch die bis dato untergeordnete Provinz Quirino abgeben.

## Stadtgemeinden
Nueva Vizcaya ist unterteilt in 15 Stadtgemeinden, die sich wiederum in 275 Barangays untergliedern.
| - Alfonso Castaneda - Ambaguio - Aritao - Bagabag - Bambang | - Bayombong - Diadi - Dupax del Norte - Dupax del Sur - Kasibu | - Kayapa - Quezon - Santa Fe - Solano - Villaverde |

## Nationalparks
- Bangan-Hill-Nationalpark
- Salinas Natural Monument

## Bedeutende Bildungseinrichtungen
- Nueva Vizcaya State University
- Saint Mary’s University